# Neuville-sur-Sarthe
Neuville-sur-Sarthe település Franciaországban, Sarthe megyében. Lakosainak száma 2463 fő (2022. január 1.). Neuville-sur-Sarthe La Guierche, Coulaines, Saint-Saturnin, Sargé-lès-le-Mans, Savigné-l’Évêque, La Bazoge, Joué-l’Abbé és Saint-Pavace községekkel határos.

## Népesség
A település népességének változása:
| Lakosok száma | 2362 | 2396 | 2468 | 2421 | 2434 | 2448 | 2461 | 2462 | 2463 |
|               | 2013 | 2015 | 2016 | 2017 | 2018 | 2019 | 2020 | 2021 | 2022 |